# むぐら
『むぐら』は、鎌倉時代に成立した擬古物語。作者未詳。鎌倉時代に成立した『風葉和歌集』においては、その作品名が『むぐらのやど』『むぐらの宿』と記されている。

## 概要
成立年代は不明だが、『風葉和歌集』に物語中の和歌が収録されていることから、同集の成立した文永8年（1271年）以前の成立と考えられている。写本が二種伝わっており、秋香台文庫所蔵本は全体のうち後半半分程度、宮内庁書陵部本は全体のうち後半三分の一程度を残していると考えられている。いずれにしても前半は散逸しており、物語の全体像については不明な部分が多い。
『落窪物語』『住吉物語』などと同じく継子いじめの物語であり、中世の宮廷文学の特徴である無常観・退廃的傾向が見られる。ただし、現存する擬古物語の中では、その細やかな表現から、比較的古い時期に成立したものと考えられる。

## あらすじ
主人公の女君は、継母に疎まれて荒れた葎の宿にわび住まいしている。そこへ偶然知り合った男君と結婚し幸せな日々を送るが、継母の策略によって二人の仲は引き裂かれ、男君は継母腹の姫君と結婚させられる。女君は絶望して宇治に隠棲しようと思い、東宮妃となっていた妹に別れの挨拶をすべくその居所を訪れる。しかし大雪のため退出できないでいるうちに、帝（東宮の兄）に見初められ、女君は誘拐されて犯される。一方、男君は失踪した女君を探すが清水寺の観音のお告げで女君が帝のものになっていることを知り、悲嘆のうちに死ぬ。女君は帝の皇子を産み、女院となって栄える。